# Miha Hrobat
Miha Hrobat (Kranj, 3 febbraio 1995) è uno sciatore alpino sloveno.

## Biografia
Hrobat ha esordito in una gara valida ai fini del punteggio FIS il 25 novembre 2010 a Livigno in slalom speciale concludendo 21º. Ha preso parte ai I Giochi olimpici giovanili invernali di Innsbruck 2012 vincendo la medaglia d'argento in supercombinata. L'11 gennaio 2014 ha debuttato in Coppa Europa a Wengen in discesa libera non concludendo la prova. Nel 2015 ha partecipato ai Mondiali juniores di Hafjell, conquistando l'oro in supergigante e il bronzo in supercombinata; il 19 marzo successivo ha esordito in Coppa del Mondo, senza concludere il supergigante di Méribel.
Ai Mondiali di Sankt Moritz 2017, suo esordio iridato, si è classificato 14º nella discesa libera, 24º nel supergigante e non ha completato lo slalom gigante. Ai XXIII Giochi olimpici invernali di Pyeongchang 2018, sua prima presenza olimpica, si è classificato 29º nella discesa libera e non ha completato il supergigante e lo slalom gigante. Ai Mondiali di Åre 2019 è stato 27º nella discesa libera, 33º nella combinata e non ha completato il supergigante e lo slalom gigante; a quelli di Cortina d'Ampezzo 2021 si è classificato 23º nella discesa libera e non ha completato il supergigante e la combinata; ai XXIV Giochi olimpici invernali di Pechino 2022 si è piazzato 24º nella discesa libera, 7º nella gara a squadre e non ha completato il supergigante e la combinata e ai Mondiali di Courchevel/Méribel 2023 è stato 8º nella discesa libera, 28º nel supergigante e non ha completato la combinata. Il 6 dicembre 2024 ha conquistato il primo podio in Coppa del Mondo, nella discesa libera della Birds of Prey di Beaver Creek (3º), e ai successivi Mondiali di Saalbach-Hinterglemm 2025 non ha completato né la discesa libera né il supergigante.

## Palmarès

### Mondiali juniores
- 2 medaglie:
  - 1 oro (supergigante a Hafjell 2015)
  - 1 bronzo (combinata a Hafjell 2015)

### Giochi olimpici giovanili
- 1 medaglia:
  - 1 argento (supercombinata a Innsbruck 2012)

### Coppa del Mondo
- Miglior piazzamento in classifica generale: 15º nel 2025
- 3 podi (2 in discesa libera, 1 in supergigante):
  - 3 terzi posti

### Coppa Europa
- Miglior piazzamento in classifica generale: 90º nel 2017

### Nor-Am Cup
- Miglior piazzamento in classifica generale: 47º nel 2019
- 2 podi:
  - 1 secondo posto
  - 1 terzo posto

### South American Cup
- Miglior piazzamento in classifica generale: 5º nel 2019
- 9 podi:
  - 1 vittoria
  - 2 secondi posti
  - 6 terzi posti

#### South American Cup - vittorie
| Data           | Località | Paese | Specialità |
| -------------- | -------- | ----- | ---------- |
| 30 agosto 2022 | La Parva | Cile  | DH         |

Legenda:

DH = discesa libera

### Campionati sloveni
- 17 medaglie:
  - 3 ori (slalom gigante nel 2017; combinata nel 2019; discesa libera nel 2023)
  - 8 argenti (supergigante, combinata nel 2015; combinata nel 2016; combinata nel 2017; discesa libera, supergigante nel 2018; supergigante nel 2019; slalom gigante nel 2021)
  - 6 bronzi (discesa libera nel 2014; supergigante nel 2016; discesa libera nel 2017; slalom gigante nel 2018; slalom gigante, combinata nel 2022)